# KienyKe.com
KienyKe.com es un sitio web independiente fundado en 2010. Inicialmente fue establecido como una revista digital, aunque después se convirtió en un medio netamente digital. Adriana Bernal es la presidenta.
Durante la década de 2010 se consolidó como uno de los medios digitales y periodísticos más leídos de Colombia, con más de 4 millones de usuarios al mes. Parte de sus contenidos son transmitidos vía streaming por medio de las plataformas Kienyke.Fm y Kienyke.TV.
Posee un enfoque periodístico, con información sobre tecnología, cultura, historia, artes y temas de interés en general. Cuenta con un equipo de más de 60 profesionales de diversas áreas con salas de redacción en Bogotá y Medellín.
Desde 2019 organiza y entrega el Premio nacional de periodismo digital, un reconocimiento a las contribuciones de la prensa digital y el periodismo en general. En ella se evalúan 15 categorías de diversos géneros periodísticos, se entrega un incentivo económico, una beca en diplomatura de periodismo digital y una estatuilla.